# Drehscheibe Unterburg

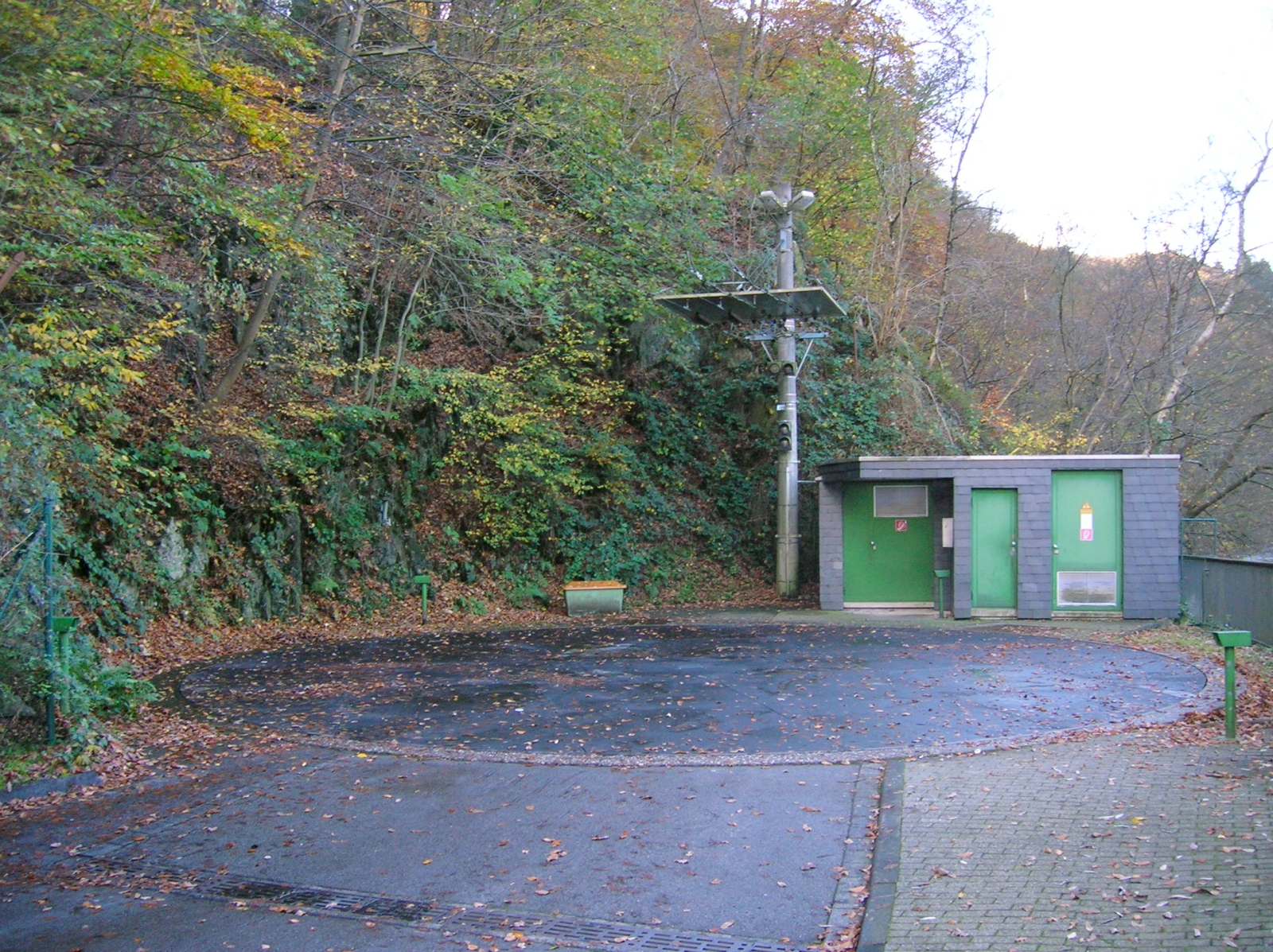
Die Drehscheibe und das Antriebshäuschen im Jahr 2005

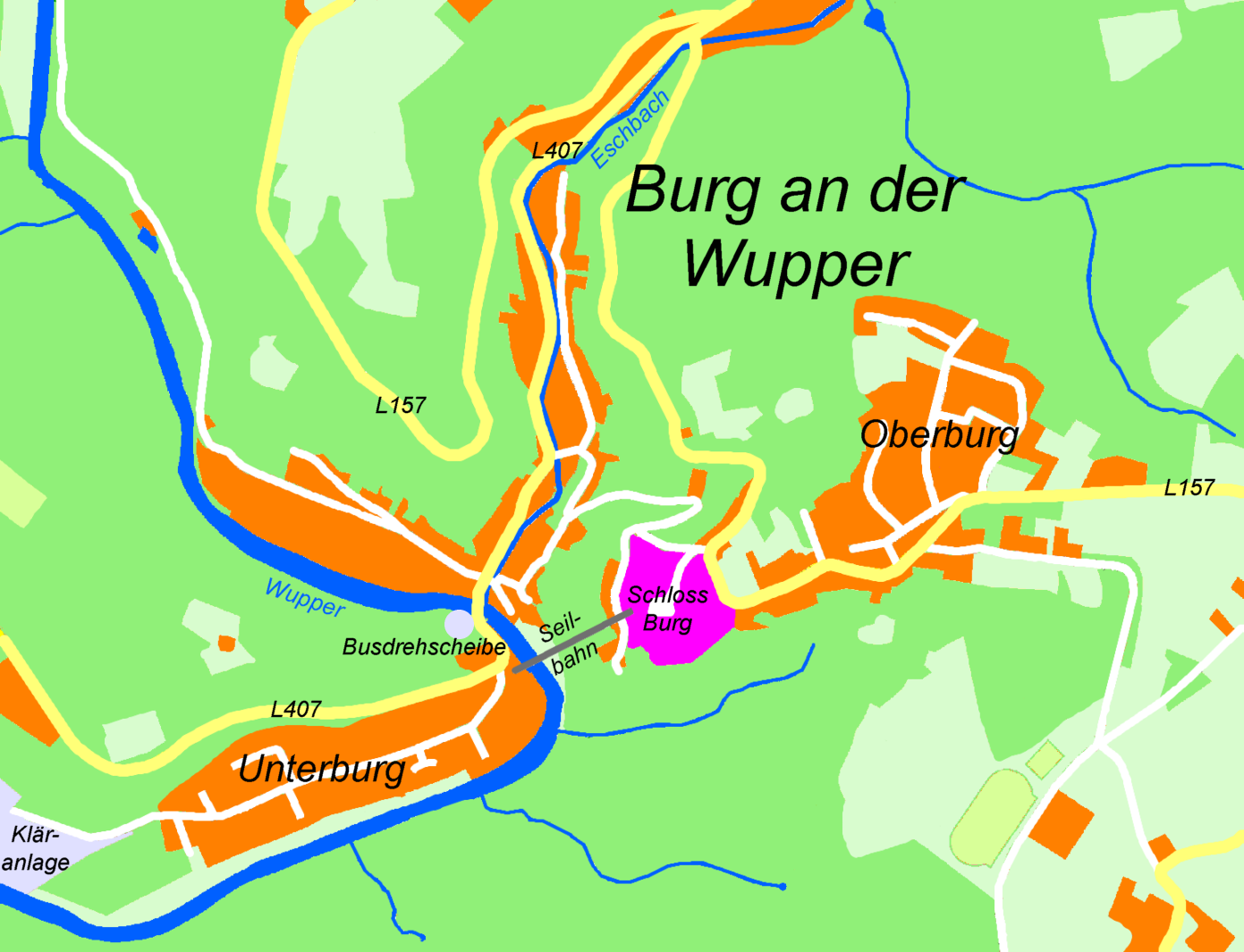
Lage der Drehscheibe Unterburg

Die Drehscheibe Unterburg ist eine Oberleitungsbus-Drehscheibe im Solinger Stadtteil Burg an der Wupper. Betreibergesellschaft sind die Stadtwerke Solingen (SWS). Die Anlage wurde bis zum 15. November 2009 von der Linie 683 benutzt, welche bis zu diesem Tag planmäßig dort endete. Die Drehscheibe gilt als weit bekannte Kuriosität des Solinger Oberleitungsbusses und ist die weltweit letzte erhaltene Anlage dieser Art.

## Beschreibung
Der Drehvorgang dauert 45 Sekunden und wird vom Fahrer von außen ferngesteuert. Er wird stets ohne Fahrgäste durchgeführt. Der Antrieb der Scheibe ist im benachbarten Häuschen untergebracht. Bei den Obussen werden vor Beginn der Drehung die Stromabnehmerstangen von Hand abgezogen. Das Anlegen der Stangen nach der Drehung erfolgt wiederum manuell mit Hilfe von sogenannten Einfädelungstrichtern.

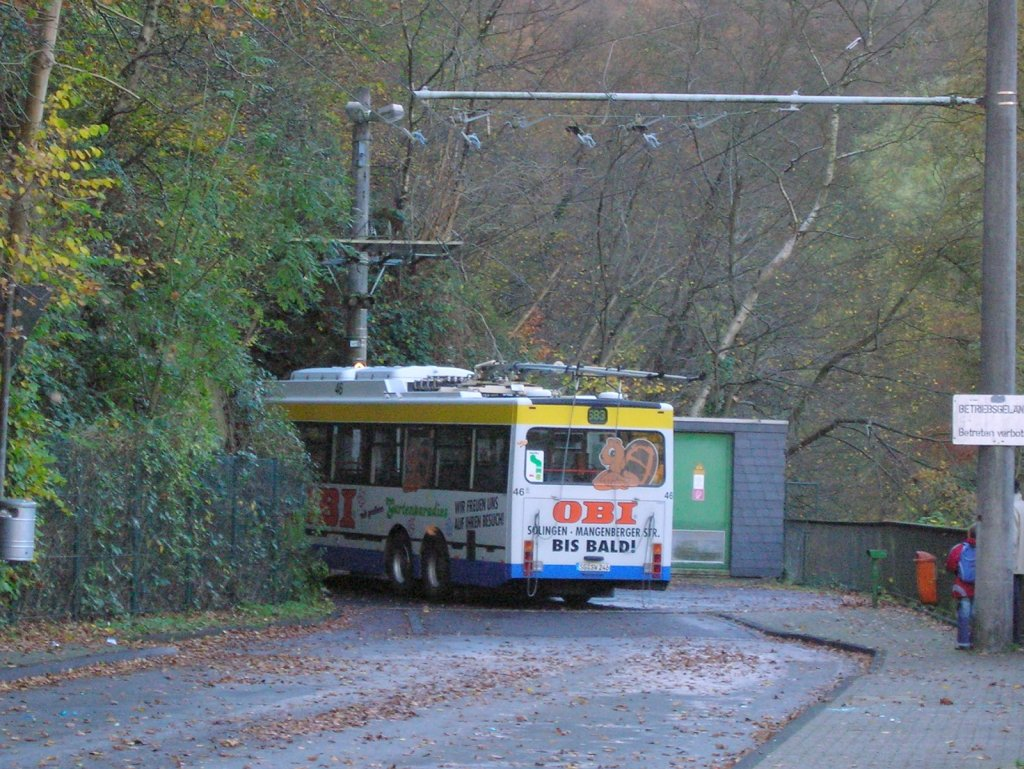
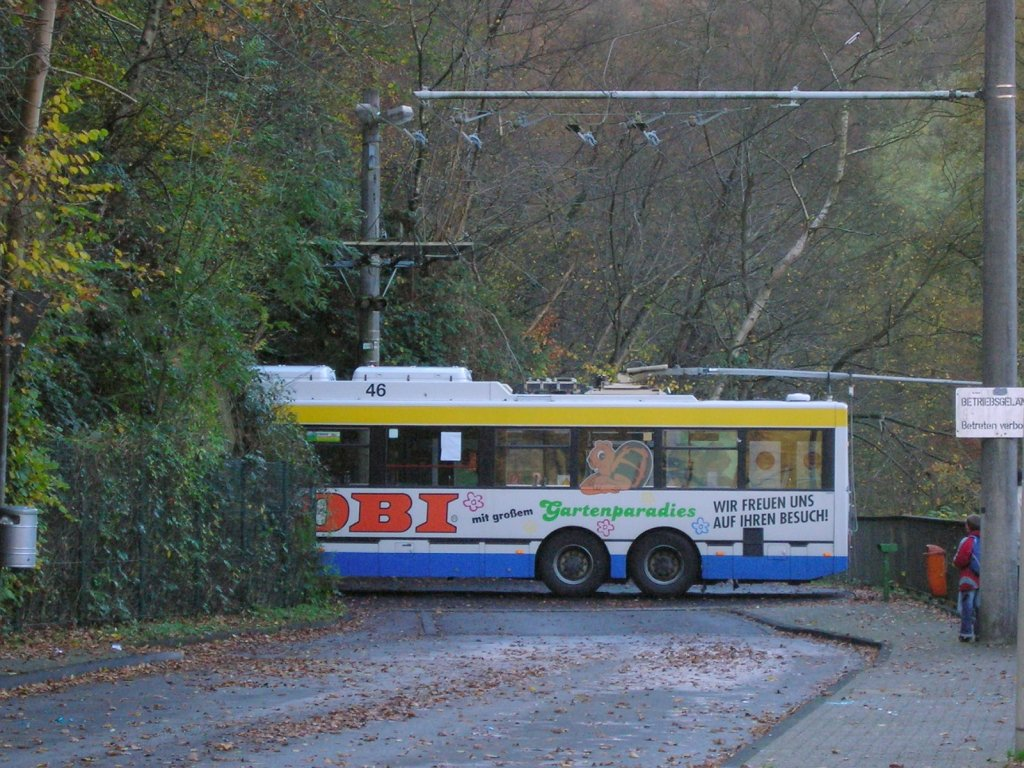
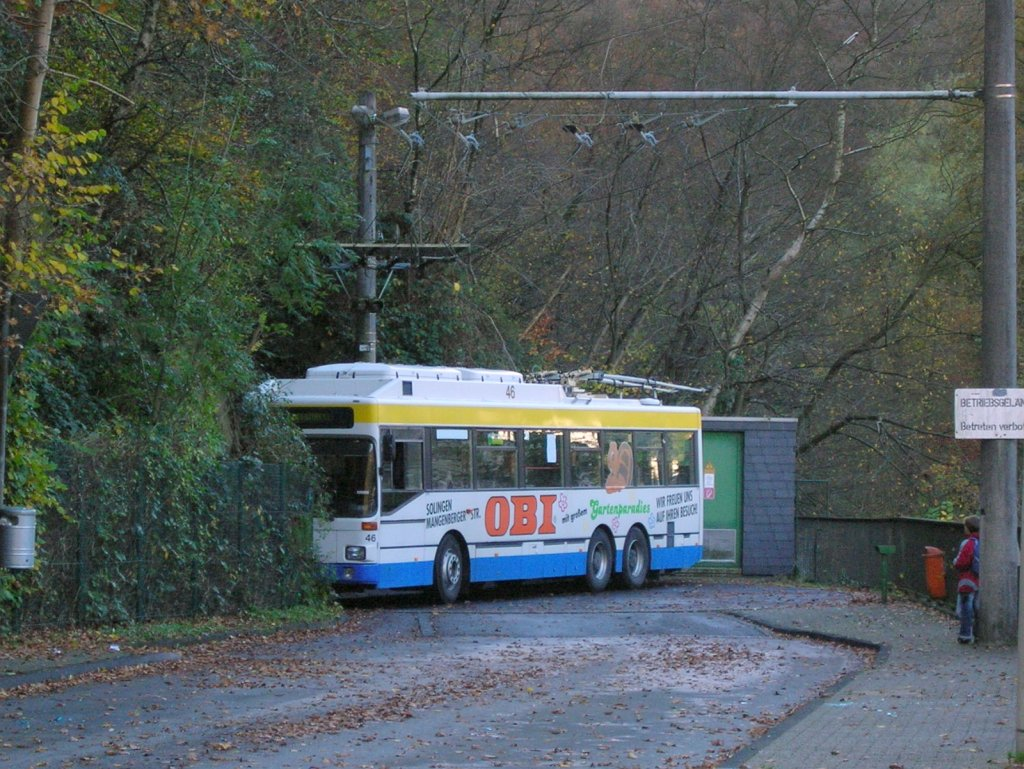
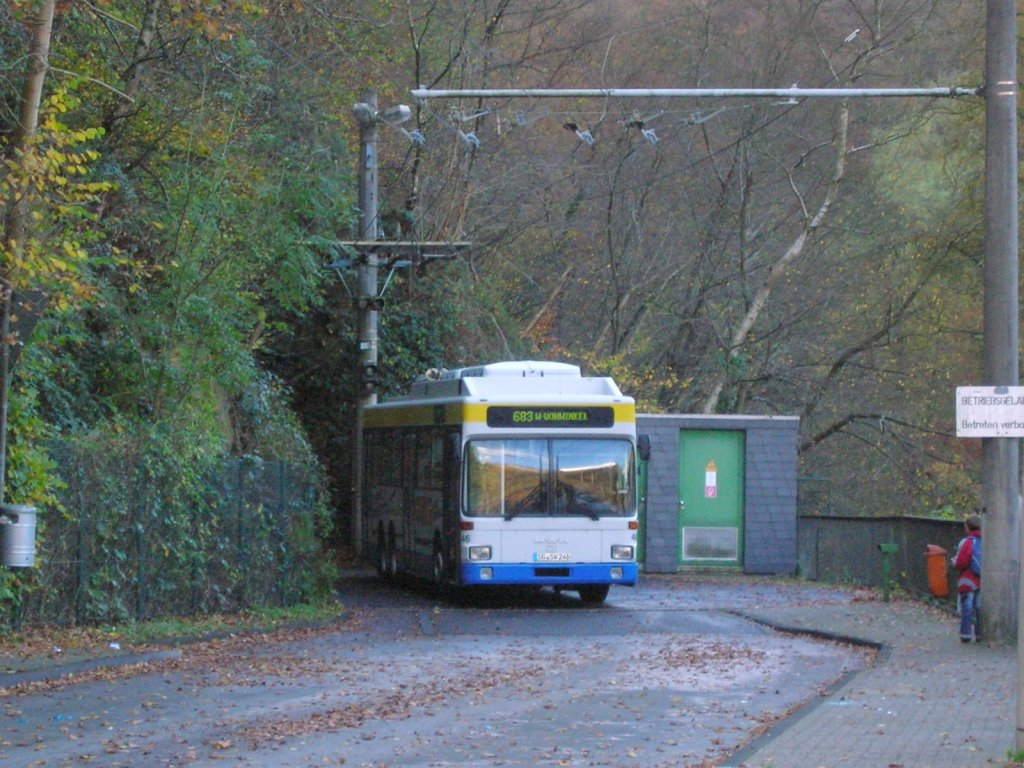

## Geschichte
Die bis 1975 selbstständige Gemeinde Burg an der Wupper war bis 1959 durch die Straßenbahnlinien 3 der Solinger Straßenbahn und die Straßenbahnlinie 4 der Straßenbahn Remscheid angebunden. Eine eigene Brücke über die Wupper verband die beiden Straßenbahnlinien. Diese wurde im Zweiten Weltkrieg zerstört und nicht wieder aufgebaut. Stattdessen legte man auf der Solinger Seite eine Kuppel-Endstelle an. Die Solinger Straßenbahn wurde 1959 stillgelegt und durch die Oberleitungsbuslinie 3 (später 683) ersetzt.
Das enge Tal der Wupper ließ an der zwar 40 Meter langen, aber nur acht Meter breiten Umsetz-Endhaltestelle der Straßenbahn nicht den Raum für eine Wendeschleife zu. Als problematisch erwies sich insbesondere die beengte Lage zwischen dem Fluss und einem Steilhang. Daher wurde für die damalige Obuslinie 3 stattdessen eine Drehscheibe mit einem Durchmesser von 7,5 Metern installiert. Für den damals ausschließlich eingesetzten Obus-Typ ÜHIIIs war dies ausreichend. Ursprünglich wurde die Anlage vom Fahrer mittels einer Handkurbel manuell bedient.
Ab 1968 ergab sich das Problem, dass die neuen, mit 12.000 mm etwas längeren Wagen des dreiachsigen Typs Trolleybus Solingen (TS) nicht auf der Linie 3 eingesetzt werden konnten. Auf dieser kamen deshalb noch bis zum 27. Dezember 1974 die längst veralteten ÜHIIIs-Wagen zum Einsatz. Erst nachdem die Drehscheibe einen Verlängerungs-Aufsatz erhalten hatte, konnte sie auch von den TS-Wagen benutzt werden. 1985 wurde sie komplett erneuert und dabei auf zwölf Meter Durchmesser erweitert.
Aufgrund des begrenzten Durchmessers der Drehscheibe Unterburg war die Linie 683 bis Mitte November 2009 die einzige Obus-Linie im Solinger Netz, auf welcher keine Gelenkobusse eingesetzt werden konnten. Die Linie 683 war daher die letzte Linie, auf der die veralteten Solowagen des Typs MAN SL 172 HO zum Einsatz kamen. Eine Vergrößerung der Drehscheibe wäre nur mit großem technischen und finanziellen Aufwand möglich gewesen.
Mitte November 2009 wurde die Linie 683 schließlich vollständig auf moderne Swisstrolley-Gelenkwagen des Herstellers Carrosserie Hess umgestellt. Diese Fahrzeuge verfügen über einen verstärkten Diesel-Hilfsantrieb und verkehren ab der Haltestelle Burg Seilbahn, wo an- beziehungsweise abgedrahtet wird, im Dieselbetrieb durch Unterburg bis zum ehemaligen Bahnhof der Wermelskirchen-Burger Eisenbahn-Gesellschaft. Dort wurde für die Linie 683 und andere Omnibuslinien ein neuer Busbahnhof errichtet. Die ehemalige Haltestelle Burg Brücke, die sich in der kurzen Sackgasse zwischen der Solinger Straße und der Drehscheibe befand, wurde auf die andere Seite der Wupper verlegt.

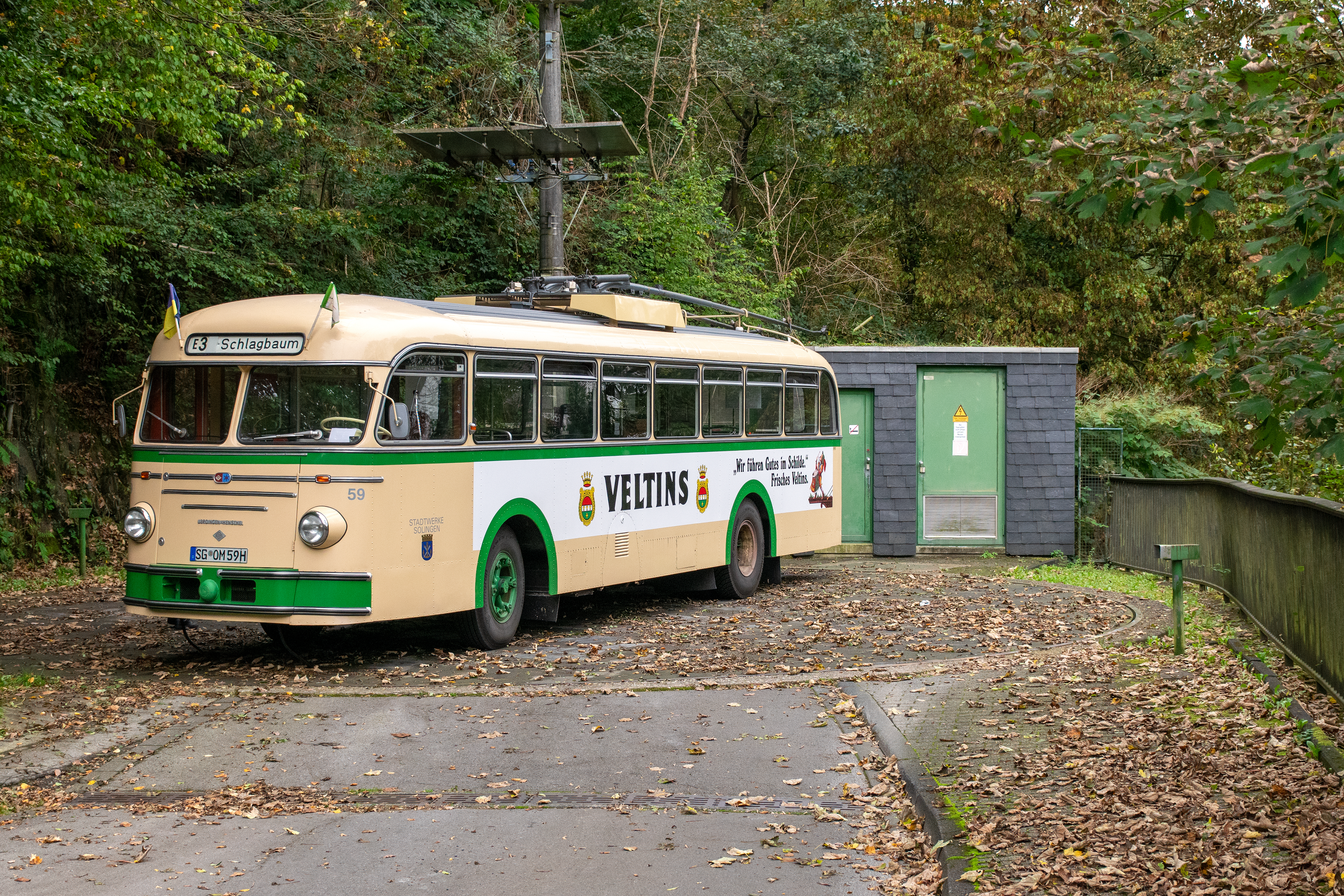
Obus 59 des Obus-Museums Solingen bei einer Sonderfahrt auf der Drehscheibe Unterburg (2023)

Die planmäßig nicht mehr benötigte Drehscheibe Unterburg wird seit 2009 für Sonderfahrten des Obus-Museums Solingen genutzt. Begünstigt wurde dies dadurch, dass die Drehscheibe erst Mitte 2004 saniert wurde und danach noch eine Lebensdauer von zehn bis fünfzehn Jahren erwartet wurde. Eine endgültige Entscheidung über die Zukunft der weltweit einzigen verbliebenen Obusdrehscheibe war nach Auskunft des Betreibers SWS 2005 aber noch nicht gefallen.
Im Zuge einer Brückensanierung an der Eschbachstraße war der Unterburger Ortskern von Herbst 2017 bis Sommer 2020 vollständig gesperrt, die Linie 683 endete in diesem Zeitraum wieder an der Haltestelle Burg Brücke. Da mittlerweile nicht mehr ausreichend Solo-Oberleitungsbusse zur Verfügung standen, wurde die Linie ersatzweise mit Solo-Dieselbussen betrieben, wodurch erstmals in der Geschichte der Drehscheibe planmäßig Dieselbusse auf ihr gewendet wurden. Da allerdings auch nicht ausreichend Solo-Dieselbusse zur Verfügung standen, wurden vereinzelt auch Gelenkbusse eingesetzt, welche mangels Wendemöglichkeit in Unterburg allerdings nur bis Krahenhöhe fuhren und in der dortigen Schleife wendeten. Ab der Schleife Krahenhöhe verkehrten dann Solo-Pendel-Dieselbusse bis zur Drehscheibe. Parallel zu den Sanierungsarbeiten in Unterburg wurde auch die Rubensstraße vor dem Rathaus Vohwinkel für den Busverkehr gesperrt, was ebenfalls den Einsatz von Dieselbussen erforderte. Seit der Fertigstellung der Baumaßnahmen passiert die Linie 683 wieder den Unterburger Ortskern bis zum Burger Bahnhof, wodurch die Drehscheibe erneut nicht mehr planmäßig verwendet wird.